# Ferran Fages
Ferran Fages (ur. 1974 w Barcelonie) – hiszpański instrumentalista. Gra na gitarze, gramofonach. Jest członkiem kolektywu IBA od 1999 roku. Regularnie bierze udział w następujących improwizujących projektach: Cremaster (z Alfredo Costa Monteiro), trio Barberán – Costa Monteiro – Fages, trio Fages – Gross – Guthrie, duet Guthrie – Fages, Fagus (z Pascalem Battusem), duet Rega – Fages oraz Mut (Saavedra, Fernández, Rega, Costa Monteiro, Fages).
Współpracował z choreografami i tancerzami, takimi jak: Olga Mesa, Carme Torrent i Constanza Brncic.
Grał z wieloma muzykami, wśród których byli: Mattin, Margarida García, Ivan Palacky, Manuel Mota, Xavier Charles, Francisco López, Thomas Chamertant, Andrea Neumann, Taku Unami, Masahiko Okura, Masafumi Ezaki, Bukhard Beins, Ingar Zach, Guiseppe Ielasi czy Mark Wastell.
Pracuje również nad własnymi kompozycjami na gitarę, wydanymi na płycie przez Creative Sources z Portugalii.
Występował podczas takich festiwali jak: Nits de la Fundació Miró, Sonar, OFFF i LEM (Barcelona), Sonicscope (Lizbona), Ertz (Bera), Arteleku (Donosti), Sound 323 i LMC festival (Londyn), Instants Chavirés i Les Voutes (Paryż), Off-site (Tokyo), A4 (Bratysława), Cave 12 (Genewa).
Fages jest również aktywny jako poeta.

## Wybrana dyskografia
- 2004 – Ferran Fages, Ruth Barberán, Alfredo Costa Monteiro – Atolon
- 2004 – Ferran Fages – A Cavall Entre Dos Cavalls